# ТЕС SORAZ
14°11′20.9″ пн. ш. 8°47′9.2″ сх. д. / 14.189139° пн. ш. 8.785889° сх. д.
ТЕС SORAZ – теплова електростанція на півдні Нігеру біля міста Зіндер, неподалік кордону з Нігерією.
У 2011 році в Зіндері ввели в експлуатацію нафтопереробний завод Société de Raffinage de Zinder (SORAZ), який отримує сировину із розташованих у кількох сотнях кілометрів на схід нафтових родовищ блоку Агадем. Для забезпечення потреб підприємства у складі комплексу звели власну електростанцію, обладнану двома паровими турбінами потужністю по 12 МВт. На момент спорудження це була друга за потужністю станція країни після вугільної ТЕС Anou Araren (яка, до речі, також створювалась передусім для забезпечення роботи промислового підприємства – уранових рудників регіону Агадес).
Проект НПЗ (та ТЕС зокрема) реалізували спільно китайська компанія China National Petroleum Corporation (CNPC, 60%) та уряд Нігеру (40%).
В 2016 році компанія China Railway International Group уклала угоду на спорудження ЛЕП напругою 132 кВ, яка пройде уздовж кордону з Нігерією на захід та постачатиме надлишки виробленої ТЕС SORAZ електроенергії до міст Мараді та Мальбаза (останнє знаходиться майже у 400 км від Зіндера).